# Borgofranco sul Po
Borgofranco sul Po là một đô thị tại tỉnh Mantova trong vùng Lombardia của Italia, có vị trí cách khoảng 170 km về phía đông nam của Milano và khoảng 35 km về phía đông nam của Mantova. Tại thời điểm ngày 31 tháng 12 năm 2004, đô thị này có dân số 886 người và diện tích là 15 km².
Đô thị Borgofranco sul Po có các frazione (đơn vị cấp dưới) Bonizzo.
Borgofranco sul Po giáp các đô thị: Bergantino, Carbonara di Po, Magnacavallo, Melara, Ostiglia, Revere.